# Historia Hierosolymitana (Fulcher van Chartres)
Historia Hierosolymitana (Latijn voor Geschiedenis van Jeruzalem) is een Latijnse kroniek uit begin elfde eeuw, bestaande uit drie boeken en opgetekend door de Franse geestelijke Fulcher van Chartres. In deze kroniek beschrijft hij zijn ervaringen als deelnemer aan de Eerste Kruistocht, gaande van het Concilie van Clermont in 1095 en het daaruit ontsproten enthousiasme, de belegering van Nicea en Antiochië, de inname van Jeruzalem en de slag bij Ascalon in het eerste boek, tot een beschrijving van de gebeurtenissen tijdens de regering van Boudewijn I en II in Jeruzalem in het tweede en derde boek. Fulcher schreef deze boeken tijdens zijn verblijf in Jeruzalem, van het einde van 1100 tot 1127, wanneer hij plots geheel van het toneel verdwijnt.

## Boek I
Het eerste boek begint met een beschrijving van het Concilie van Clermont, waar de oproep van paus Urbanus II om het Heilige Land te bevrijden met veel gejuich onthaald wordt. Of Fulcher zelf aanwezig was op dit Concilie is onduidelijk; wel geeft hij een gedetailleerde weergave van de toespraak van de paus, wat impliceert dat hijzelf aanwezig was of dat hij iemand kende die het Concilie bijwoonde. Fulcher startte de kruistocht in 1096 en maakte deel uit van de entourage van Stefanus II, graaf van Blois en Chartres, Robrecht II, graaf van Vlaanderen, en Robert II, de hertog van Normandië. 
Ze trokken door Zuid-Frankrijk en Italië, waar Fulcher in Rome melding maakt van de tegenpaus Clemens III van Ravenna. Hij beschrijft ook het teloorgaan van een schip in Brindisi, waarbij ruim 400 mensen het leven lieten. De groep kwam aan in Jeruzalem in 1097. Volgens Fulcher mochten maar vijf of zes Fransen de stad tegelijk betreden om te bidden in de kerken, hijzelf was kennelijk een van deze gelukkigen, en was duidelijk erg onder de indruk van deze stad. In Nicomedia aanschouwde hij met spijt de resten van de volgelingen van Peter de Kluizenaar, die dat najaar in de pan gehakt waren door de Turken. Later was hij getuige van het beleg en de overgave van Nicea, waarna ze verder trekken naar Dorylaeum, waar de Fransen op 1 juli de overwinning op de Turken behalen. 
Op 17 oktober 1097 verlaat Fulcher de grote menigte om zich aan te sluiten bij het gevolg van Boudewijn I, broer van Godfried van Bouillon. Hij trekt als kapelaan van Boudewijn mee richting Edessa. Aangezien hijzelf vanaf hier niet meer aanwezig was bij de kruistocht, heeft hij andere bronnen gebruikt om de lacunes in zijn verhaal op te vullen. Hiervoor gebruikte hij de anonieme Gesta Francorum en het werk van Raymond van Aguilers, Historia Francorum  qui ceperunt Iherusalem. Fulcher beschrijft de route van de kruistocht van het beleg van Antiochië in oktober 1097 tot de inname van Jeruzalem op 15 juli 1099 en de slag bij Ascalon die daarop volgde. Later in 1099 wordt Fulcher weer persoonlijke ooggetuige, wanneer hij de pelgrimstocht van Bohemund van Antiochië en Boudewijn van Edessa naar Jeruzalem beschrijft, die hun christelijke belofte wilden nakomen.

## Boek II
Het tweede boek begint met de beschrijving van de tweede reis van Boudewijn naar Jeruzalem, om zijn broer Godfried op te volgen als heerser van de stad. Op deze reis lopen ze in een hinderlaag vlak bij Beiroet, die ervoor zorgt dat Fulcher wenst dat hij terug in Chartres was. Aangekomen in Jeruzalem, vergezelt hij Boudewijn op een verkenningstrip door de streek: langs de Dode Zee, Bethlehem en Petra. De inname van Arsoef in april wordt gedetailleerd besproken, evenals de verovering van Caesarea, waarbij hij geen enkel detail achterwege laat. Ook bij de uiteenzetting over de slag bij Ramla verzwijgt hij de 'heldhaftige' daden van zijn medekruisvaarders niet.
Wat Fulcher precies deed van 1102 tot 1106 is niet bekend, maar waarschijnlijk verbleef hij gedurende die jaren in Jeruzalem. Wel beschrijft hij de daden van Boudewijn en enkele natuurfenomenen zeer nauwkeurig, maar niets wijst erop dat de twee mannen gedurende die jaren bij elkaar waren. Fulcher lijkt de pen neer te leggen in 1106, tot hij in 1110 weer begint. Hij maakt dan melding van enkele belangrijke gebeurtenissen van die verloren jaren, zoals enkele schermutselingen nabij Joppa en de oorlog waarbij Bohemund van Antiochië verloor van keizer Alexius I. In 1111 sloot hij zich naar eigen zeggen weer aan bij het gevolg van Boudewijn I, om hem 5 jaar later weer te verlaten.

## Boek III
In zijn derde boek beschrijft Fulcher de expedities en daden van Boudewijn II, koning van Jeruzalem van 1118 tot 1131. Hijzelf verbleef gedurende die tijd in Jeruzalem en deed dus een beroep op ooggetuigen voor zijn verslag. Het boek begint met de kroningsceremonie van Boudewijn, en rapporteert daarna over de campagne tegen Il-Gazi ibn-Artuk van Aleppo en de gevangenneming van Boudewijn in 1123 door diens neef. In 1124 werd hij bevrijd door de Armenen. 
Ondertussen hadden de kruisvaarders Tyrus ingenomen, met hulp van de Venetiaanse vloot. Fulcher schrijft ook over de expeditie naar Aleppo en de overwinningen op enkele Turkse leiders, waarbij hij zelf aanwezig was. Het laatste wat hij beschrijft is een rattenplaag in 1127. Hierna stopt de kroniek abrupt, wat mogelijk wijst op een plotselinge dood van de auteur.